# 泽·卡斯特罗
泽·卡斯特罗（葡語：José Eduardo Rosa Vale Castro，昵称：Zé Castro，1983年1月13日－），葡萄牙足球运动员，司职中后卫。他是现役葡萄牙国脚，目前为西甲拉科鲁尼亚俱乐部效力，中国大陆球迷经常用“泽卡”称呼他。

## 俱乐部
泽·卡斯特罗出生于科英布拉，并且在他的家乡球队科英布拉大学出道。2004年10月3日，科英布拉对吉尔·维森特俱乐部，泽·卡斯特罗首次代表球队一线队出场。之前在俱乐部的在青年队，泽·卡斯特罗已常以队长的身份出战。
虽然没能进入葡超三大豪门（里斯本竞技、本菲卡、波尔图），泽·卡斯特罗仍然受到来自国外球会的青睐。2006-07年球季，西甲球队马德里竞技签下泽·卡斯特罗。尽管遭遇伤病，泽·卡斯特罗仍在其第一个西甲赛季出场22次并且贡献2个进球，表现获好评。
然而第二赛季，由于与球队主教练哈维尔·阿吉雷关系不睦，葡萄牙人受到冷遇，全年仅8次上场。2008年夏季，为谋求踢上比赛，泽·卡斯特罗决定以租借身份加入拉科鲁尼亚。
虽然仅是租借，泽·卡斯特罗不仅在拉科鲁尼亚重获首发位置，状态也回升。全年他共出战29场联赛，并且在对毕尔巴鄂竞技的比赛中入了一球，帮助球队以3：1取胜。其表现最终使拉科鲁尼亚在赛季结束后以200万欧元买入，泽·卡斯特罗得以正式转会拉科鲁尼亚。

## 国家队生涯
在科英布拉的首次演出后不久，泽·卡斯特罗就被国家队教练组发掘，并入选了葡萄牙U21国家队。2006年的欧洲U-21足球锦标赛，泽·卡斯特罗同样身为那届葡萄牙青年队的一员。
2009年6月10日，在葡萄牙队0：0战平爱沙尼亚队的友谊赛里，泽·卡斯特罗替补登场，完成了他在成年国家队的首场比赛。